# Шихан, Синди
Синди Ли Миллер Шихан (род. 10 июля 1957 года) — американская антивоенная активистка и политик. Сын Синди, военнослужащий армии США Кейси Шихан, погиб во время войны в Ираке. Она привлекла внимание американских и международных СМИ в августе 2005 года после организации антивоенного лагеря протеста «Лагерь Кейси», около ранчо президента США Джорджа Буша. В 2008 году Шихан неуспешно пыталась выбраться в члены Конгресса США. Также она частый критик международной политики президента Барака Обамы. Её биография «Мирная Мама: Путь Матери Через Страдание к Активности», была издана в 2006 году.
На выборах президента США в 2012 году Шихан баллотировалась на пост вице-президента, с Розанной Барр как кандидатом в президенты от левой Партии мира и свободы, заняв 6 место по числу голосов.

## Личная жизнь
Синди родилась в Инглвуде, Калифорния, в 1957 году. Её отец работал в Lockheed, в то время как её мать воспитывала детей. Она получила высшее образование с отличием в Колледже Cerritos и изучила историю в университете Калифорнии. Она была молодёжным служителем («youth minister») в Католической церкви Святой Марии в Вакавилле, Калифорния, в течение восьми лет, и также координировала работу с детьми групп риска в средней школе города Вакавилл. В 1977 году она вышла замуж за Патрика Шихана; у них было четыре ребёнка, включая Кейси Шихана (род. в 1979 г.), который погиб в Ираке 4 апреля 2004 года. Патрик и Синди развелись в 2005 году.

## Антивоенная кампания
Шихан заявляет, что она изначально подвергала сомнению безотлагательность вторжения в Ирак, но не становилась активной в антивоенных протестах до смерти её сына.
Шихан и члены семей других военных встретились с президентом Соединённых Штатов Джорджем Бушем в июне 2004 года, спустя приблизительно три месяца после смерти её сына. В интервью 24 июня 2004 года, вскоре после встречи, она заявила, «нам не нравилось как управляли этой войной. Президент изменял свои причины для того, чтобы оставаться там, каждый раз, когда предыдущая причина оказывалась ложной.» Она, однако, также заявила тогда, что Президент Буш был «… искренен в желании свободы для жителей Ирака. Я знаю, что он чувствует боль за нашу потерю. И я знаю, что он — человек Бога.»
Шихан дала другое интервью 4 октября 2004 года, заявляя, что она не понимала причин для вторжения в Ирак и никогда не думала, что Ирак представлял неизбежную угрозу Соединённым Штатам. Она далее заявила, что смерть её сына заставила её высказываться против войны.
Во время торжественного введения в должность президента США в январе 2005 года, Шихан поехала в Вашингтон чтобы выступить на открытии выставки «Широко открытые Глаза: Человеческая Стоимость войны», на которой выставляли солдатские ботинки, символизирующие жертвы американских военных. Она также поехала с выставкой в другие города и пожертвовала выставке ботинки своего сына Кейси, заявив, что «за этими ботинками одна убитая горем семья».
Шихан была одним из девяти членов-учредителей Золотая звезда, семьи за мир, организация, которую она создала в январе 2005 года с другими семьями, с которыми она встретилась при инаугурации. организация стремится закончить войну в Ираке, и оказывает поддержку для семей солдат, убитых в Ираке.

Шихан привлекла внимание международного сообщества в начале августа 2005 года, когда она поехала на ранчо президента в Техасе, требуя встречи с президентом. Она сказала обращаясь к членам организации Ветераны за Мир, "я хочу сказать Бушу: «И Вы говорите мне, что мой сын умер за благородное дело». И если он даже начнет говорить про свободу и демократию, я собираюсь сказать: «Ерунда. Скажите мне правду. скажите мне, что мой сын умер ради нефти. Скажите мне, что мой сын умер, чтобы сделать Ваших друзей богатыми… Скажите мне это, но не говорите мне, что мой сын умер для свободы и демократии». Она также поклялась не заплатить свой федеральный подоходный налог за 2004 год, потому что в том году её сын был убит.

## Политическая активность
26 октября 2005 года Шихан и 28 других протестующих были арестованы во время сидячей забастовки у Белого дома.
10 декабря 2005 года в Лондоне Шихан выступила на «Конференции Мира во всем мире», организованной коалицией Stop the War. Позже вечером, она посетила Лондонскую Премьеру спектакля Мирная Мама, по пьесе Дарио Фо (Нобелевского лауреата по литературе) написанной им про Шихан. 13 декабря того года Шихан посетила Ирландию, где она встретила ирландского министра иностранных дел Дермота Аэрна. Она высказала своё возражение что американские самолёты по пути на войну в Ирак заправляются горючим в Шаннонском Аэропорту.
31 января 2006 года Шихан, в футболке с надписью «2245 Мертвых. сколько ещё?», была арестована полицией Капитолия.
7 марта 2006 года Шихан была арестована в Нью-Йорке у американской Миссии ООН во время протеста с иракскими женщинами против войны.
Выступая на MSNBC она назвала Буша «самым большим террористом в мире», «хуже чем Осама бин Ладен» и что она предпочла бы жить при президентстве Уго Чавеса нежели Буша.
10 декабря 2009 года она выступила на улицах Осло, Норвегия, против вручения Президенту Обаме Нобелевской премии мира.
2 мая 2011 года Шихан сказала что она полагает что убийство Осамы бин Ладена это инсценировка, заявив: «Если Вы верите в эту новую историю про Осаму Бин Ладена, Вы тупые.» Она сказала что США «лгущая и убивающая Империя» и сказала что американцы это люди которым «промыли мозги», и посоветывала им «чтобы они свернули свои флаги.»
В октябре 2011 года Шихан была арестована в Сакраменто участвуя в протесте «Оккупируй Уолл-стрит».
Несмотря на первоначальную договоренность с Социалистической партией США (SPUSA) поддержать её кандидатуру на выборах в президенты 2012 года, национальный съезд партии, проголосовал 15 октября 2011 года против её кандидатуры на пост вице-президента от партии, на основании что она не член партии, в итоге вице-президентская кандидатура досталась Алехандру Мендосе, социалисту из Техаса.
Шихан с 2009 года ведет радиошоу. Она взяла интервью у известных активистов и мировых лидеров, включая Говарда Зинна, Рея Макговерна, Энн Райт и Уго Чавеса.